# Завод жирних спиртів у Брунсбюттелі
Завод жирних спиртів у Брунсбюттелі – підприємство нафтохімічної промисловості в Німеччині, розташоване на північному березі естуарію Ельби західніше від Гамбургу.
Починаючи з 1962-го, в Луїзіані діяло створене компанією Conoco виробництво синтетичних жирних спиртів за технологію ALFOL. Остання, використовуючи як сировину триетилалюміній та етилен, дозволяла синтезувати широкий спектр спиртів — від C2 до C26, переважно високомолекулярних. За два роки цю ж технологію використали на заводі у Брунсбюттелі, спорудженому спільним підприємством Conoco та місцевої DEA – компанією Condea. Етилен для роботи підприємства могла постачати введена в експлуатацію у 1963-му установка парового крекінгу в Хайде (три десятки кілометрів північніше від Брунсбюттелю).
На початку 2000-х років завод у Брунсбюттелі  (так же як і виробництво в Луїзіані) викупила південноафриканська компанія Sasol, яка раніше була відома своїм вуглехімічним спрямуванням (комплекси в Сасолбурзі та Секунді). Вона одразу взялась за розширення потужностей німецького заводу на 50 тисяч тонн на рік, разом з чим також проклали етиленопровід Штаде – Брунсбюттель.
Окрім спиртів, на заводі також продукують алюміній високої чистоти, потрібний для виробництва різноманітних каталізаторів та ряду пластмас з особливими характеристиками.
Можливо відзначити, що технологію ALFOL на початку 1980-х також втілили на заводі синтетичних спиртів в Уфі (на той час радянська Росія).